# Peppol
Peppol (Pan-European Public Procurement Online) is een reeks specificaties voor het opzetten en implementeren van een gefedereerd elektronisch aanbestedingssysteem voor gebruik in verschillende jurisdicties. Via Peppol kunnen deelnemende organisaties aanbestedingsdocumenten aan elkaar leveren, waaronder elektronische facturen in een formaat dat door een computer gelezen kan worden, waardoor het invoeren van gegevens niet meer nodig is.
OpenPeppol, een internationale non-profit-vereniging geregistreerd in België, is het bestuursorgaan van de primaire implementatie en ontwikkelaar van specificaties. De primaire implementatie van Peppol telde op 1 maart 2022 al 485.411 deelnemende organisaties uit 78 landen die zich hadden geregistreerd om aanbestedingsdocumenten te ontvangen.
Naast OpenPeppol zijn er geen andere Peppol-implementaties bekend die door bedrijven of overheidsinstellingen wereldwijd worden gebruikt. Hoewel het mogelijk zou zijn om een alternatieve Peppol-implementatie te creëren met alternatieve beheersregelingen, zouden de Peppol-specificaties moeten worden aangepast om afhankelijkheden van de OpenPeppol-associatie te verwijderen in onderdelen zoals het verplichte gebruik van OpenPeppol-openbaresleutelcertificaten.

## Architectuur

### Publicatie
Bij een implementatie van Peppol wordt gebruikgemaakt van één centrale database, de zogenaamde Service Metadata Locator (SML). Hierin worden de deelnemers vermeld met een unieke identificatiecode, de elektronische inkoopnormen die door de deelnemer worden ondersteund en een verwijzing naar een afzonderlijke database, de zogenaamde Service Metadata Publisher (SMP), die de deelnemer heeft gekozen. Een SMP breidt de informatie die over de deelnemer wordt vermeld uit met technische informatie over een webapplicatie-programmeerinterface die bekendstaat als een Access Point (AP) dat door de deelnemer is gekozen om aanbestedingsdocumenten te leveren.
Voor de wereldwijde primaire implementatie gebruikt OpenPeppol als overkoepelende organisatie de Service Metadata Locator (SML). OpenPeppol staat alleen toe dat deelnemers in deze database worden opgenomen als ze zich hebben geregistreerd bij een door OpenPeppol goedgekeurde SMP. Goedkeuring van SMP's wordt door OpenPeppol gedelegeerd aan een van de vele landspecifieke Peppol Authorities (PA's) en is ook afhankelijk van de vraag of kandidaat-SMP-organisaties betalende leden van OpenPeppol zijn. Een Peppol-autoriteit (PA) is doorgaans een afzonderlijk overheidsorgaan voor een land en kan verschillende vereisten en technische normen opleggen aan SMP's voordat goedkeuring wordt verleend.

### Levering
De levering van informatie in een implementatie van Peppol vindt rechtstreeks plaats tussen het gekozen toegangspunt (AP) van een verzender en ontvanger, zoals verkregen via het ontdekkingsproces met behulp van de SML en relevante SMP's. Voor de levering van inkoopdocumenten tussen toegangspunten (AP's) wordt een protocol met de naam eDelivery AS4 (gebaseerd op AS4) gebruikt. Er wordt gebruikgemaakt van Transport Layer Security en elektronische documenten worden alleen geaccepteerd door een ontvangend AP als de payload is gevalideerd door een ander verzendend AP. Dit biedt een mate van fraudebescherming tegen phishing en andere vormen van fraude.
Voor de wereldwijde primaire implementatie delegeert OpenPeppol, als bestuursorgaan, de verantwoordelijkheid aan Peppol-autoriteiten (PA's) om Access Point (AP)-serviceproviders  goed te keuren. Goedkeuring van AP-serviceproviders is bovendien afhankelijk van het feit of de serviceprovider een betalend lid is van OpenPeppol. PA's kunnen aanvullende, afwijkende vereisten en technische normen opleggen aan AP-serviceproviders.

## Beheer
De ontwikkeling van de Peppol-specificatie en de primaire implementatie worden beheerd door de OpenPeppol Association. Het hoogste bestuursorgaan is de Algemene Vergadering, die de secretaris-generaal en het managementcomité kiest dat verantwoordelijk is voor de werkzaamheden. 
De ontwikkeling wordt voorbereid in werkgroepen en wordt geleid door een lid van het managementteam. De werkgroepen functioneren op vrijwillige basis, hoewel veel leden feitelijk door hun werkgever of cliënt, bijvoorbeeld door een specifieke gebruiker, naar de werkgroep worden gestuurd.

## Geschiedenis
Peppol is ontstaan via een gelijknamig project onder het programma voor concurrentievermogen en innovatie van de Europese Unie, dat liep van mei 2008 tot augustus 2012. De Europese Unie heeft meer dan 15 miljoen euro aan financiering verstrekt ter ondersteuning van de ontwikkeling. 
Een consortium van elf Europese landen, namelijk Oostenrijk, Denemarken, Finland, Frankrijk, Duitsland, Griekenland, Italië, Noorwegen, Portugal, Zweden en het Verenigd Koninkrijk, heeft in deze periode ook bijgedragen aan de ontwikkeling van Peppol.
Het doel van het project was interoperabiliteitsproblemen bij elektronische overheidsaanbestedingen op te lossen door gemeenschappelijke standaarden, door algemene juridische kwesties aan te pakken en door open source-technologieën te ontwikkelen. Er werd overeenstemming bereikt tussen de leden van het consortium over de gemeenschappelijke normen voor de inhoud van documenten en over de technische aspecten.
Nadat het project was beëindigd, werd op 1 september 2012 in België de OpenPeppol Association opgericht om het werk aan het framework voort te zetten.

## Aanvaarding
Peppol wordt in veel Europese landen veel gebruikt:
- België: Voor alle transacties tussen btw-plichtige ondernemingen wordt elektronische facturatie verplicht vanaf 1 januari 2026[4] (boetes kunnen oplopen tot 5.000 Euro[5]). Voor facturatie aan de overheid is het al verplicht vanaf 1 januari 2025.[6]
- Denemarken: Alle publieke instellingen moeten e-facturering met behulp van Peppol ondersteunen.
- Duitsland: Overheidsinstanties zijn verplicht Peppol-e-facturen te accepteren.
- Finland: Leveranciers aan de Finse overheid moeten Peppol-bestelling- en antwoordberichten kunnen uitwisselen.
- Ierland: Overheidsinstanties zijn verplicht om e-facturen te accepteren, en Ierland heeft Peppol gekozen als de ondersteunde technologie.
- Italië: E-facturering is verplicht. De Italiaanse Peppol-autoriteit wordt beheerd door AgID, het agentschap voor digitale transformatie van de Italiaanse publieke sector.
- Nederland: Hoewel Peppol-e-facturering niet verplicht is in Nederland, raadt de rijksoverheid het gebruik ervan ten zeerste aan.
- Noorwegen: E-facturering is verplicht in openbare instellingen, Peppol is aanbevolen en Peppol-facturen worden op grote schaal gebruikt.
- Oostenrijk: E-facturering is verplicht voor de federale overheid. Peppol wordt ondersteund als een van de technologieën.
- VK: Peppol is een integraal onderdeel van de eProcurement-strategie van de Engelse National Health Service. Supply Chain Coordination Limited (SCCL) / NHS Supply Chain maakt uitgebreid gebruik van Peppol-formaten in de Engelse NHS: het gebruik ervan door leveranciers werd verplicht op 1 oktober 2019.
- Zweden: Het accepteren van Peppol is verplicht in de publieke sector.

Buiten Europa werd Singapore in mei 2018 de eerste Peppol-autoriteit buiten Europa. Het landelijke e-factureringsinitiatief is gebaseerd op de Peppol-technologieën. In Japan is Digital Agency, de Japanse overheid, in september 2021 een Peppol-autoriteit geworden. Peppol wordt ook beschouwd als de e-factureringsoplossing in Australië en Nieuw-Zeeland. Maleisië heeft Peppol e-facturering geïntroduceerd om de digitale transformatie te stimuleren en in lijn te brengen met het nationale e-factureringskader.